# Hampshire (rasa świni)

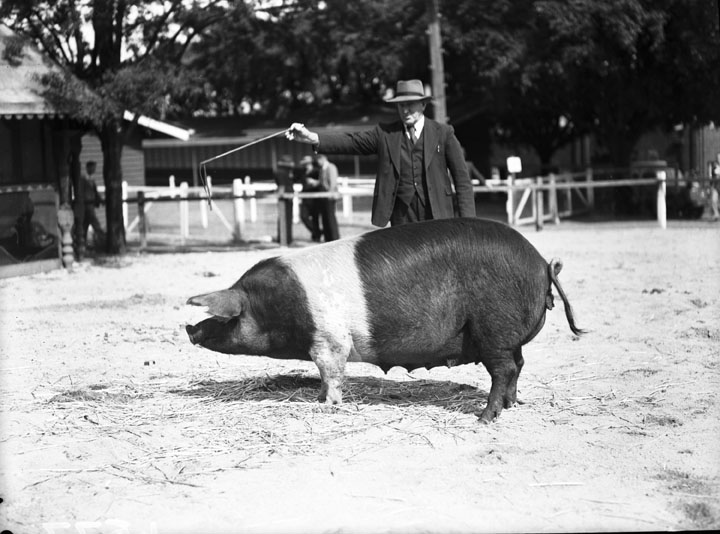
Świnia rasy hampshire

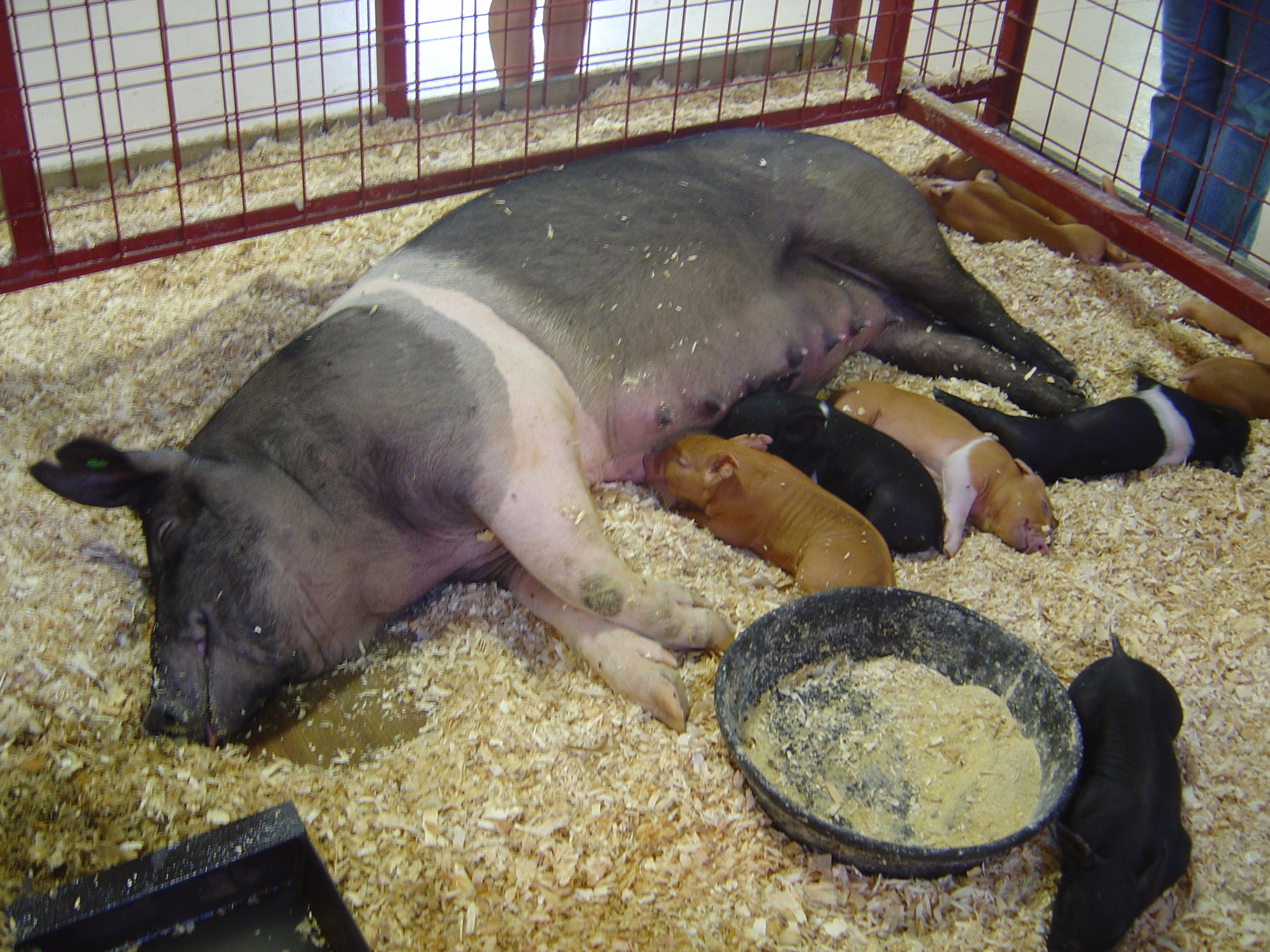
Maciora z prosiętami

Hampshire – rasa świni domowej.

## Historia
Rasa pochodzi z USA.

## Charakterystyka
Rasa ma bardzo dobrą użytkowość tuczną i rzeźną, a także parametr wykorzystania paszy. Szybko rośnie, charakteryzuje się małym otłuszczeniem i dużą zawartością mięsa w tuszy. W hodowli czystorasowej jest trudna. Tylko w dobrych warunkach środowiskowych użytkowość rozpłodowa utrzymuje się na poziomie umożliwiającym opłacalność hodowli. 
Knury przeznaczane są na ojców do krzyżowania towarowego, stanowiąc komponent o wysokiej mięsności i dużym udziale wartościowych wyrębów. Produkuje się najczęściej knurki mieszańcowe z rasami: duroc i pietrain. 

## Wzorzec rasy
Wzorzec o następujących cechach:
- głowa lekka, dość krótka,
- uszy małe, wyprostowane,
- ryj długi, lekko wklęsły,
- tułów szeroki, średniej długości, o grzbiecie lekko karpiowatym,
- sutki – co najmniej 12, z dopuszczalną asymetrią jednego z nich, sutki kraterowe są niedopuszczalne,
- nogi najczęściej wysokie, proste, z kośćmi palców ustawionymi pionowo,
- umaszczenie czarne z charakterystycznym białym, pionowym pasem przechodzącym przez łopatki, brzuch i przednie kończyny[1].